# Essenberg
Der Essenberg ist ein 542,1 m hoher Berg im nordöstlichen Ausläufer des Rothaargebirges. Der Berg liegt südöstlich von Messinghausen im Stadtgebiet von Brilon, Nordrhein-Westfalen (Deutschland).